# Rodrigo Meneses
Rodrigo de Jesús Meneses Gutiérrez (San Luis Potosí, México; 2 de junio de 1978) es un artista de artes visuales y académico. Cuenta con un doctorado en Artes Visuales por la Facultad de Arte y Diseño de la UNAM, tiene una maestría en Ciencias del Hábitat con Orientación Terminal en Historia del Arte Mexicano por parte de la Universidad Autónoma de San Luis Potosí y es Lic. En Artes Plásticas en la Escuela Estatal de Artes Plásticas de San Luis Potosí.

## Biografía
Obtuvo el puesto de coordinador en el área de artes plásticas en el Instituto Potosino de Bellas Artes entre 2013 y 2015, y más tarde el cargo de coordinador de la Licenciatura en Arte Contemporáneo entre 2016 y 2017 de la UASLP. Entre 2017 a 2020 fue seleccionado como director de la Coordinación Académica en Arte Contemporáneo de la misma universidad. También colabora como profesor en el Centro Universitario de las Artes y en el Instituto de Investigación y Posgrado de la Facultad del Hábitat de la UASLP, además de ser profesor titular de la Coordinación Académica en Arte de dicha institución.

## Obra
Sus proyectos de producción artística juegan entre los campos de la psicología y las artes, generando un discurso entre ambos, reflejando en sus obras el interés que tiene por la exploración de reacciones que el espectador tiene, ya sean emocionales o corporales, ante los diferentes estímulos establecidos para que se evidencien estas. La producción artística de Meneses va desde las artes visuales hasta el performance, el arte expandido y la instalación, aunque sus procesos de investigación para sus piezas están compuestos también por otros medios como lo son el collage, sonido, dibujos y entrevistas.
La mayoría de su obra pertenece a colecciones de la UASLP, así como a la Escuela Estatal de Artes Plásticas de San Luis Potosí, a la Secretaría de Cultura del Estado de San Luis Potosí , al Taller de Artes Gráficas “La Parota”, al Gobierno del Estado de Colima, al Instituto Potosino de Bellas Artes y al Centro Nacional de las Artes.

### Catálogos de obra publicados
- Espacios (2009)
- Geografía emocional (2013)
- Cuerpo abierto (2017)

## Premios y distinciones
- Premio Estatal Raúl Gamboa (mención honorífica), 2004, 2006 y 2009
- Art Fest 06 WTC, 2006
- Encuentro Nacional de Arte Joven (mención honorífica), 2006 y 2009[7]
- Concurso Nacional de Pintura José Atanacio Monrroy, 2007
- Bienal Nacional Alfredo Zalce, 2007[8]
- Exposición del Centro Occidente, 2008
- Becario del Fondo Estatal para la Cultura y las Artes, 2006, 2009 y 2011
- XVII Concurso Nacional de grabado José Guadalupe Posada (mención honorífica), por la obra Camisa de fuerza, 2010[9]
- Bienal Nacional de Artes Visuales de Yucatán, 2006 y 2015
- Premio en el Certamen 20 de noviembre Raúl Gamboa del Estado de San Luis Potosí, con la pintura Sistema A, 2020[10]
- Selección en la Trienal internacional de pintura en Tijuana, 2021

## Exposiciones
Rodrigo Meneses ha realizado 40 exposiciones en conjunto con otros artistas y 11 individuales. Entre las que destacan los lugares de:
- Galería IMCE, Chicago, Estados Unidos
- FourFOLD, Londres, Inglaterra[11]
- Museo Francisco Goitia, Zacatecas
- Centro Nacional de las Artes, Ciudad de México
- Geografía Emocional, en el Museo Federico Silva, San Luis Potosí[12]
- FARO de Oriente, Ciudad de México
- World Trade Center de la Ciudad de México
- Museo de Arte Contemporáneo de Yucatán
- Museo de Arte Contemporáneo de San Luis Potosí[2]

También habiendo expuesto en las ciudades de León, Puebla, Aguascalientes, Querétaro y Michoacán.

### ExposiciónGeografía emocional
Como parte del Pacto Centro Occidente por el Turismo (iniciativa que vincula en términos artísticos y culturales, a los estados de centro-occidente), en el 2019, se organiza una exposición en colaboración con el Organismo Público Descentralizado de Museos, Exposiciones y Galerías de Jalisco (MEG) y el Museo de Arte Contemporáneo de San Luis Potosí en donde se muestra el proyecto artístico de Rodrigo Meneses llamado Geografía emocional, a la cual el artista menciona que: 
Es un proyecto donde se exploran las reacciones corporales ante las emociones por medio de un archivo de entrevistas realizadas a poco más de cien personas donde se busca obtener el consciente colectivo emocional. A partir de dicha información se trabaja una serie de cuatro instalaciones donde el objetivo es propiciar ambientes donde el espectador se introduce causando sensaciones espaciales y emocionales. (Meneses, 2015)
Fue presentado el 2 de octubre del 2021, en el ex Convento del Carmen de Guadalajara, cuatro instalaciones de gran formato que representaban emociones como la felicidad, el miedo, la ira y la tristeza.

### Exposición Cuerpo abierto
La exposición Cuerpo Abierto fue un trabajo de arte instalación de Rodrigo Meneses orientado a investigar las emociones por medio de las reacciones corporales manifestadas por estas mismas, así como la psicología y los signos para interpretarlas, todo esto realizado a través del uso de tecnología y disciplinas más tradicionales como la pintura y el dibujo.

### ConferenciaSábados de expertos
El Museo Francisco Cossío presenta una serie de charlas llamadas Sábado de expertos en las que una especialista, artista, conocedor o conocedora del tema, habla detalladamente sobre una colección, una exposición o una obra que se encuentre expuesta en el museo.  El 23 de febrero del 2019, fue realizada en el museo la exposición Paralelismos Plásticos en México de la colección de BBVA Bancomer donde se presentaron las corrientes más representativas de 1960-1990; en donde Ricardo Meneses fue invitado para introducir y dar detalle sobre la obra con el nombre de Vitrina de Mónica Castillo.